# 尼康F卡口
尼康F卡口（英語：Nikon F-mount）是尼康公司所设计，供其单镜头反光相机与尼克尔镜头连接使用的卡口。适马、腾龙等公司生产的镜头亦提供了尼康F卡口的版本。佳能公司生产的部分相机（尤其是工业相机）以及富士菲林FinePixS系列数码單反相机也推出了F卡口的版本。其法兰距为46.5mm。

## 历史
尼康F卡口始于1932年，随着尼康正式采用“Nikkor”（尼克尔）为相机镜头品牌，該公司於1959年上市的尼康F相機开始使用F卡口。

## 结构
一个完整的尼康F卡口的结构被认为应该有:
- 三铰接环卡口
- 电子耦合触点
- 接杆(用于AF镜头的自动对焦)
- 光圈调整杆
- 最大光圈耦合标记(用于使电子相机支持D型尼克尔镜头)
- AI测光杆(用于使电子相机支持AI尼克尔镜头)